# Зборовский, Александр (староста)
Александр Зборовский (1579/1582 — 1637) — староста мендзыжецкий, младший сын польского магната Самуила Зборовского и Софьи Иордан.

## Биография
В конце 1604 г. Александр Зборовский присоединился на Львовщине к Лжедимитрию и участвовал в его походе на Москву. В 1608 г. Александр Зборовский со своим полком перешел на службу к тушинскому самозванцу, получив от него чин полковника.
Летом 1608 г. Александр Зборовский перехватил стрелецкий конвой, который вез бывшую русскую царицу Марину Мнишек в Польшу, и доставил её в тушинский лагерь. Участвовал в осаде Троице-Сергиева монастыря и в боях с русскими войсками под командованием князя Михаила Васильевича Скопина-Шуйского, проиграв ему битвы под Торжком и под Тверью.
В 1610 г. после разгрома отрядов тушинского вора и бегства последнего в Калугу полковник Александр Зборовский со своим полком (1500 чел.) отправился к польскому королю Сигизмунду III под Смоленск. Там присоединился к гетману польному коронному Станиславу Жолкевскому, который выступил из-под Смоленска в поход на Москву. Александр Зборовский со своим полком двигался в авангарде польского войска, участвовал в сражениях при Царёво-Займище и Клушине.
После завершения русско-польской войны (1609—1618) Александр Зборовский проживал в своих имениях под Львовом, где в 1634 г. выстроил костёл и завещал передать землю под строительство костёла святого Мартина. С ним угасла главная линия Зборовских.

## Семья
Около 1622 г. женился на Магдалене Фредро, от брака с которой имел дочерей: Анну и Констанцию, а также одного сына Адама, который вступил в орден иезуитов и не оставил потомства.